# Louis-Isidore Duperrey
Louis-Isidore Duperrey (París, 22 de octubre de 1786 – 25 de agosto de 1865) fue un marino, explorador, naturalista y cartógrafo francés.

## Biografía
Louis-Isidore Duperrey se incorporó a la Armada a la edad de 16 años y acompañó a Louis de Freycinet (1779-1842) en su periplo a bordo de la Urania, de 1817 a 1820, como hidrógrafo marino. A su regreso fue nombrado capitán y propuso de inmediato realizar una nueva expedición científica para completar el trabajo emprendido por el Urania. Cuando tomó el mando de La Coquille, eligió como segundo a Jules Dumont D'Urville, que se ocupó también de la botánica y la entomología.
Salió de Toulon el 11 de agosto de 1822 y cruzando el Atlántico se dirigió primero a la isla Soledad, en el archipiélago de las Malvinas, donde arribó en noviembre. Posteriormente fue a Chile, donde llevó a cabo investigaciones etnográficas sobre los indios araucanos. Su expedición fue un éxito, sin pérdida de vidas humanas y con importantes resultados científicos. Las islas Gilbert le deben, así como al almirante ruso de origen estonio, Adam Johann von Krusenstern, ser nombradas y presentadas por primera vez en un mapa como un archipiélago único, con el nombre, en francés, de «îles Gilbert», según el nombre de un capitán británico.
En 1842, Louis Isidore Duperrey fue elegido miembro de la Academia de las Ciencias francesa, de la que fue presidente en 1860.
Sin embargo, Duperrey, a pesar de tener una obra científica publicada seria, y a pesar de los homenajes que se le brindaron recientemente en el musée du Quai de Branly, sigue siendo desconocido.

## Obras
- Voyage autour du monde exécuté par ordre du roi, sur la corvette de Sa Majesté, La Coquille, pendant les années 1822, 1823, 1824 et 1825, sous le ministère et conformément aux instructions de S.E.M. le Marquis de Clermont-Tonnerre .... et publié sous les auspices de son Excellence Mgr le Cte de Chabrol ..., Par M. L.-I. Duperrey ...., 8 volúmenes en 4° y 5 volúmenes in-folio, Paris, Arthus-Bertrand, 1826-1830 (Imprenta de Firmin Didot).

- La abreviatura «Duperrey» se emplea para indicar a Louis-Isidore Duperrey como autoridad en la descripción y clasificación científica de los vegetales.[1]